# Dianne Herrin
 (janvier 2024).
Pour les articles homonymes, voir Herrin (homonymie).
Dianne Taylor Herrin est une politicienne américaine et consultante en efficacité énergétique. Démocrate, elle a été membre de la Chambre des représentants de Pennsylvanie représentant le 156e district de 2021 à 2022. Elle a auparavant été maire de West Chester, siège du comté de Chester, en Pennsylvanie.

## Première vie et éducation
Herrin a obtenu un baccalauréat en anglais de l'Université Widener. Elle est certifiée LEED AP par US Green Building Council ainsi que gestionnaire énergétique certifiée, avec un certificat de planification générale énergétique de l'Association of Energy Engineers.[réf. nécessaire]

## Carrière professionnelle
Herrin a été vice-présidente et associée chez Practical Energy Solutions, où elle a travaillé pendant 12 ans à partir de 2009. Auparavant, elle a travaillé pour Synthes en gérant le développement de prototypes, puis a créé sa propre entreprise, Herrin Communications, pour travailler avec des entreprises des secteurs des dispositifs médicaux, des soins gérés et de l'industrie pharmaceutique.[réf. nécessaire]
En 1996, Herrin a inventé la pince réglable pour élément de fixation osseuse avec Michael Mazzio et Beat Schenk pour Synthes, elle a été approuvée en 1997.

## Carrière politique

### Organisateur communautaire
Avant d'occuper un poste élu, Herrin était impliquée dans la communauté de West Chester depuis 2004, en se concentrant sur les questions environnementales. En 2006, elle a fondé West Chester Borough Leaders United for Emissions Reduction (BLUER), qui est devenu le comité consultatif sur la durabilité de l'arrondissement de West Chester en 2015, dont elle était présidente.[réf. nécessaire]

### Maire de West Chester
Herrin a brigué le poste de maire d'arrondissement en 2017. Elle a remporté la primaire démocrate avec 61 % des voix, battant Cassandra Jones (23 %) et Kyle Hudson (15 %). Herrin était le seul candidat soutenu par le Sierra Club. Aux élections générales, elle a battu Tommy Ciccarone Jr., le candidat républicain, avec 72,41 % des voix.
Herrin a prêté serment en tant que maire le 2 janvier 2018. En 2019, elle a soutenu l’interdiction des plastiques à usage unique, votée par le conseil d’arrondissement. Le 2 octobre 2020, elle a déclaré l'état d'urgence en réponse à la pandémie de COVID-19, limitant les rassemblements à 10 personnes. L'ordre a ensuite été modifié pour limiter le nombre de personnes titulaires d'un permis à 25.
Herrin a démissionné de son poste de maire le 20 février 2021 après avoir été élu représentant de l'État. Elle a été remplacée par Jordan Norley, qui était auparavant maire par intérim après Carolyn Comitta, le prédécesseur de Herrin en tant que maire et représentant de l'État.

### Chambre des représentants de Pennsylvanie
En juin 2020, la représentante de l'État (et ancienne maire de West Chester) Carolyn Comitta a retiré sa candidature à la réélection pour le 156e district de la Chambre des représentants de Pennsylvanie après avoir remporté la primaire démocrate pour le 19e district du Sénat de l'État de Pennsylvanie. Les démocrates ont choisi Herrin pour remplacer Comitta aux élections générales. Elle a battu le challenger républicain Len Iacono aux élections générales, obtenant 55 % des votes. Herrin siège actuellement aux comités du commerce, des ressources environnementales et de l'énergie, des transports et des affaires urbaines.
Le 19 février 2022, Herrin a annoncé qu'elle ne briguerait pas un second mandat et qu'elle prendrait sa retraite fin 2022. Elle a été remplacée par Chris Pielli.

## Vie privée
Herrin a rencontré son mari, Stan Herrin, en 1982, alors qu'ils travaillaient comme rédacteurs de magazines spécialisés pour Chilton Company à Radnor. Le couple s'est marié en 1986.